# ジャズマニア
『ジャズマニア』は宝塚歌劇団の舞台作品。宝塚の正式タイトルが『Jazz Mania』-ジャズマニア-、東京と全国ツアーが『ジャズマニア』。
月組公演。形式名は「グランド・ショー」。24場。
作・演出は三木章雄。宝塚における併演作品は『ゼンダ城の虜』、東京と2001年の全国ツアーは『大海賊』-復讐のカリブ海-、2002年の全国ツアーは『サラン・愛』。

## 解説
※『宝塚歌劇100年史（舞台編）』の宝塚大劇場公演参考。
「スイングしなけりゃ意味ないぜ」とデューク・エリントンが言った言葉をテーマに作られた、ゴージャスでどこかブルー、しかし、セクシーでテンポは最高の、全編スイングに満ちたショー。ウキウキしてくるような底抜けの明るさがストレートに伝わる楽しさ、あるいは胸に響くスローでロマンティックなムードを感じる。
ジャズを扱った作品。
東京・全国ツアーでは紫吹淳に合わせて内容を一部変更している。

## 公演期間と公演場所
- 2000年9月29日 - 11月6日　宝塚大劇場[5]
- 2001年8月18日 - 9月24日　東京宝塚劇場[6]
- 2001年10月27日 - 11月18日　全国ツアー[3]
- 2002年6月15日 - 7月7日　全国ツアー[4]

### 2001年・全国ツアーの公演日程
- 10月27日・10月28日　市川市文化会館（千葉県）[3]
- 10月31日・11月1日　アクトシティ浜松（静岡県）[3]
- 11月3日　宗像ユリックス（福岡県）[3]
- 11月4日　九州厚生年金会館（福岡県）[3]
- 11月6日　アルカスSASEBO（長崎県）[3]
- 11月7日　長崎ブリックホール[3]
- 11月9日　大分県立総合文化センター[3]
- 11月10日　延岡総合文化センター（宮崎県）[3]
- 11月11日　宮崎市民文化ホール[3]
- 11月13日・11月14日　鹿児島県文化センター[3]
- 11月16日・11月17日　熊本市民会館[3]
- 11月18日　佐賀市文化会館[3]

### 2002年・全国ツアーの公演日程
- 6月15日・6月16日　北海道厚生年金会館[4]
- 6月18日　青森市文化会館[4]
- 6月19日　八戸市公会堂[4]
- 6月20日　岩手県民会館[4]
- 6月22日・6月23日　秋田市文化会館[4]
- 6月25日・6月26日　イズミティ21（宮城県）[4]
- 6月28日 - 6月30日　よこすか芸術劇場[4]
- 7月2日　長野県県民文化会館[4]
- 7月3日　長野県松本文化会館[4]
- 7月5日　川口総合文化センター（埼玉県）[4]
- 7月6日・7月7日　市川市文化会館[4]

## スタッフ
※氏名の後ろに「宝塚」「東京」「全国2001」「全国2002」の文字がなければ全劇場共通。「全国2001」は2001年の全国ツアー、「全国2002」は2002年を示す。
- 作曲・編曲：高橋城/吉田優子/鞍富真一
- 編曲：木川田新（東京・全国2001・全国2002）
- 音楽指揮：御﨑惠（宝塚）、清川知己（東京・全国2001・全国2002）
- 振付：羽山紀代美/名倉加代子/藍エリナ/御織ゆみ乃/若央りさ
- 装置：大橋泰弘
- 衣装：任田幾英
- 照明：勝柴次朗（宝塚・東京・全国2002）、株式会社ハートス（全国2001）
- 音響：加門清邦（宝塚）、切江勝（東京・全国2001・全国2002）
- 小道具：伊集院撤也
- 効果：木多美生
- 演出助手：川上正和/鈴木圭
- 音楽助手：木川田新（宝塚）、青木朝子（東京・全国2001・全国2002）
- 装置補：新宮有紀
- 装置助手：國包洋子（東京・全国2001年・全国2002）
- 衣装補：河底美由紀
- 小道具補：田中武彦
- 舞台進行：表原渉（宝塚）、濱野文宏（東京・全国2002）、山崎芳雄（全国2001）
- 舞台美術製作：株式会社宝塚舞台
- 演奏：宝塚歌劇オーケストラ
- 演奏コーディネート：新音楽協会（東京・全国2001・全国2002）
- 制作：小野真哉
- 特別協賛：株式会社ヴァーナル（東京・全国2001）

## 特別出演
※氏名の後ろの（）は2000、2001年当時の所属組。

### 宝塚
- 香寿たつき（専科）[1]
- 初風緑（専科）[1]

### 東京
- 初風緑（専科）[2]
- 湖月わたる（専科）[2]
- 伊織直加（専科）[2]

## 主な配役

### 2000年
- ジャズマニア男S、エリオット・ネス、ザ・シンガー、ザ・マン、ストレンジャー、スター男S、パレード男S - 真琴つばさ[1]
- ジャズマニア女S、ホワイトシンガー女、ザ・ウーマン、ラヴァー、スター女S、パレード女S - 檀れい[1]
- ジャズマニア男A、ハーレムガイS、ブラックシンガー男、ホワイトシンガー男、GIジョー、スター男・歌手、パレート男・歌手 - 香寿たつき[1]
- ジャズマニア男B、ギャングS、ボス、ストーミー・ダンサー、ブラックシンガー男、ジゴロS、スター男A、パレード男・歌手 - 初風緑[1]
- ジャズマニア男B、ギャング、ブラックダンサー男A、ストーミー・ダンサー、GIビリー、歌う紳士、パレード男・歌手トリオ - 汐美真帆[1]
- ジャズマニア男B、ギャング、ホワイトジェントルマンS、ストーミー・ダンサー、GIビリー、歌う紳士、パレード男・歌手トリオ - 大空祐飛[1]
- ジャズマニア男B、アド、ガイ、ギャング、ブラックボーイ、ストーミー・ダンサー、ジゴロ、ロケットボーイ、パレード男・歌手トリオ - 霧矢大夢[1]
- ジャズマニア男B、リブ、ガイ、ギャング・ホワイトボーイ、ストーミー・ダンサー、GIトニー、パレード男・歌手 - 大和悠河[1]

### 2001年
東京
- ジャズマニア男S、GIジョー、ザ・シンガー、ザ・マン、ザ・ゲスト、スター男S、パレード男S - 紫吹淳
- ジャズマニア女S、恋人、ホワイトシンガー女、ザ・ウーマン、スター女S、パレード女S - 映美くらら
- ジャズマニア男A、ダウンタウンスター、ブラックシンガー男、パーティーマスター、スター男歌手、パレード男・歌手 - 初風緑
- ジャズマニア男B、スイングスター、ストーミー・ダンサーA、ブラックシンガー男、エリオット・ネス、スター男A、パレード男・歌手 - 湖月わたる
- ジャズマニア男B、B&Wシンガー、ブラックシンガー男、アルカポネ、スター男A、パレード男・歌手 - 伊織直加
- ジャズマニアの男B、ダウンタウンガイ、GI・A、ストーミー・ダンサー、ギャング、ジャズシンガー、パレード男・歌手 - 大和悠河
- ジャズマニア男B、ダウンタウンガイ、ブラックダンサー男A、ギャング、パーティの男、歌う紳士、パレード男・トリオ - 汐美真帆
- ジャズマニア男B、GI・A、ホワイトジェントルマンS、ギャング、歌う紳士、パレード男・トリオ - 大空祐飛
- ジャズマニア男B、ダウンタウンガイ、ストーミー・ダンサー、ギャング、パーティの男、ロケットボーイ、パレード男・トリオ - 霧矢大夢

全国ツアーの変更点
- ジャズマニア男A、スイングスター、ストーミー・ダンサー、ブラックボーイA、エリオット・ネス、スター男A、パレード男・歌手 - 大和悠河
- ジャズマニア男B、ダウンタウンスター、GI・A、ブラックシンガー男、ストーミー・ダンサー、ブラックボーイA、アルカポネ、パーティマスター、スター男・歌手、パレード男・歌手 - 霧矢大夢

### 2002年
- ジャズマニア男S、GIジョー、ザ・シンガー、ザ・マン、ザ・ゲスト、ギャンブラーS、ザ・ガイ、パレード男S - 紫吹淳[4]
- ジャズマニア女S、恋人、ホワイトシンガー女、ザ・ウーマン、マスターズクイーン、ザ・ドール、パレード女S - 映美くらら[4]
- ジャズマニア男A、スイングスター、B&Wシンガー、ストーミー・ダンサー、ブラックボーイA、ジャズシンガーS、ギャンブラーA、パレード男の歌手 - 大和悠河[4]
- ジャズマニア男B、ダウンタウンスター、ブラックシンガー、ストーミー・ダンサー、ブラックボーイA、ジャズシンガー、パーティマスター、歌う紳士、パレートの歌手 - 汐美真帆[4]
- ジャズマニア男B、ピアニスト、GI、ホワイトシンガー男、ストーミー・ダンサー、ホワイトボーイA、ジャズシンガー、歌う紳士、パレートの歌手 - 大空祐飛[4]